# Utopileus aurivillianus
Utopileus aurivillianus är en skalbaggsart som beskrevs av Schmidt 1922. Utopileus aurivillianus ingår i släktet Utopileus och familjen långhorningar.
Artens utbredningsområde är Sierra Leone. Inga underarter finns listade i Catalogue of Life.